# 拜惹布错
拜惹布错（藏語：དཔལ་རབ་མཚོ，威利转写：dpal rab mtsho，THL：Pelrap Tso）位于中国西藏自治区西部阿里地区改则县境内，地处改则县西北部，昆仑山南麓，湖面海拔4958米，面积128.8平方公里。湖区气候寒冷干燥，年均气温-6～-4℃，年均降水量约75毫米。湖水主要冰雪融水径流和泉水补给。